# Kaggilahalli, Bangarapet
Kaggilahalli là một làng thuộc tehsil Bangarapet, huyện Kolar, bang Karnataka, Ấn Độ.